# Веласкес, Пилар
Пилар Веласкес Ллоренте (исп. Pilar Velázquez Llorente, 13 февраля 1946, Мадрид) — испанская киноактриса, снимавшаяся в основном в Италии и Испании в 1960—1970-х годах в жанровом кино: спагетти-вестернах, триллерах, эротических комедиях.

## Биография
Дебютировала в испанском театре в 1964 году, позже начала сниматься в испанских и итальянских фильмах, в модном в то время жанре «спагетти-вестерн» и с названиями вроде «Трое, которые потрясли Запад»(1968). В 1970 году попала в проект под названием I leopardi Di Churchill — фильм Маурицио Прадо с Ричардом Харрисоном в жанре «macaroni combat», действие которого происходит во время Второй мировой войны. В 1970-е Пилар перешла к жанру эротической комедии «по-итальянски», снявшись в «Исследовании секса» режиссёра Сержио Аммирата, с Лино Банфи в главной роли.
В 1976 году дебютировала на испанском телевидении. В 1979 году вышла замуж за испанского певца Мигеля Галлардо. Сразу же после свадьбы ушла из кинематографа, впрочем, продолжив работать в театре. В 1996 году возобновила кинокарьеру с фильмом Metti un uomo nella tua vita.

## Избранная фильмография

### Кино
- I tre che sconvolsero il West (Vado, vedo e sparo), Энц Кастеллари (1968)
- Il pistolero dell’Ave Maria, Фердинандо Бальди (1969)
- Криворучка (Manos torpes), Рафаэль Ромеро Марчент (1970)
- I leopardi Di Churchill, Маурицио Прадо (1970)
- Uomo avvisato mezzo ammazzato… parola di Spirito Santo, Джулиано Карнимео (1971)
- Ragazza tutta nuda assassinata nel parco, Альфонсо Берскиа (1972)
- Un bianco vestito per Marialé, Романо Скаволони (1972)
- Il fiore dai petali d’acciaio (1973)
- Sesso in testa, Сержио Аммирата (1974)
- Adulterio alla spagnola (1975)
- Tatuaggio (Tatuaje) (1976)
- La donna della calda terra (1978)
- Metti un uomo nella tua vita (Pon un hombre en tu vida), Ева Лесмем (1996)

### Телевидение
- Régimen abierto (1986), телесериал
- All’uscita da scuola (Al salir de clase, 1997—1998)

## Teatro
- 1964 Cammino di Damasco
- 1967 Adán 67 c Хосе Марией Родеро
- 1987 Un’ora senza televisione — c Мануэлем Техадой
- 1994 Il cavaliere dagli speroni d’oro — Алехандро Касона
- 1999 Le donne di Jack — с Карлосом Ларранага
- 2002 Usted lo mate bien — Хуана Хосе Алонсо Миллана